# أرتاح
أَرْتَاح هي بلدة وحصن تاريخي منيع يقع في منطقة جند العواصم الثُّغريَّة، وكانت إداريًا من أعمال حلب (في سوريا المُعاصرة). وفيها جرت وقائع معركة أرتاح بين السَّلاجقة والصليبيين سنة 1105م، انتهت بانتصار الصيليبيين.

## التسمية
نُقل عن أبو علي الفارسي احتمالان في أصل اسم "أرتاح": إما أن يكون على وزن "افْتَعَل" من الرَّاحة، أو على وزن "أَفْعَال" مثل أَنْبَار.

## أعلام
نُسب إلى أرتاح عدد من الأعلام، منهم:
- الحسين بن عبد الله الأرتاحي: رَوى عن عبد الله بن حُبَيْق.[1]
- أبو علي الحسن بن علي بن الحسن بن سَوَّاس الكِناني المقرئ المُعدَّل: أصله من أرتاح، تولى الإشراف على أوقاف الجامع الأموي في دمشق. حدَّث عن الفضل بن جعفر، ويوسف بن القاسم الميانجي، وأبي العباس أحمد بن محمد البِرْذَعي. روى عنه أبو علي الأهوازي (وهو من أقرانه) وغيره. توفي سنة 439هـ / 1047م.[1]
- علي بن عبد الواحد بن الحسن بن علي بن الحسن بن سواس: (أبو الحسن بن أبي الفضل بن أبي علي المُعدَّل) من نفس أسرة السابق وأصلهم من أرتاح. ورد ذكره في تاريخ دمشق. سمع من أبي العباس بن قُبَيس، وأبي القاسم بن أبي العلاء، والفقيه أبي الفتح نصر بن إبراهيم. كان أمينًا على المواريث ومشرفًا على وقف الأشراف، ووُصف بذي المروءة والثقة، وإن لم يكن الحديث من تخصصه. توفي في 13 ربيع الآخر سنة 523هـ / 5 أبريل 1129م.[2]
- أبو عبد الله محمد بن أحمد بن حامد بن مُفَرِّج بن غياث الأرتاحي: من أرتاح الشام. كان ينسب أصله إلى "أرتاح البصرة" زاعمًا أن النبي يعقوب ردَّ الله عليه بصره فيها. روى بالإجازة عن أبي الحسن علي بن الحسين بن عمر القَرَّاء، وكان آخر من حدَّث عنه في الدنيا. توفي سنة 601هـ / 1204م.[2]

### فهرس المنشورات
1. 1 2 3 4  الحموي (1977)، ج. 1، ص. 140.
2. 1 2  الحموي (1977)، ج. 1، ص. 141.

### معلومات المنشورات كاملة
الكتب مرتبة حسب تاريخ النشر
- ياقوت الحموي (1977)، معجم البلدان (ط. 1)، بيروت: دار صادر، OCLC:1014032934، QID:Q114913343